# Beltrán Vélez de Guevara
Beltrán Vélez de Guevara   ( - Barcelona, 14 de febrer de 1713) Beltrán Manuel Manrique de Lara Velasco i Vélez de Guevara, conegut com el Duc de Nájera, va ser el capità General de l'Esquadra de Galeres d'Espanya. No se l'ha de confondre amb el seu pare, del mateix nom, mort el 1652.

## Biografia
Beltrán era fill de Beltrán Vélez de Guevara, Marquès de Campo Real, Virrei i Capità General de Sardenya, i de Catalina Vélez Ladrón de Guevara, IX comtessa d'Oñati, morta el 24 de setembre de 1684. El seu germà va ser el X comte d'Oñate i Villamediana, II duc de Campo Real, Íñigo Manuel Vélez Ladrón de Guevara i Tassis (comte entre 1684-1699). També va tenir dues germanes més: Maria Josefa i Maria Antonia.
Beltrán va ser duc consort de Nájera gràcies al seu matrimoni, el 6 de juny de 1687, amb Nicolasa Manrique de Mendoza Velasco Acuña i Manuel (1672-1710), XII duquessa de Nájera, X marquesa de Cañete, XIV comtessa de Treviño, VII marquesa de Belmonte, XV comtessa de Valencia de Don Juan. El succeí en el ducat de Nájera la seva filla, Ana Manuela Sinforosa Manrique de Guevara i Velasco (1691-1731), XIII duquessa de Nájera. Ana Manuela es va arribar a casar fins a tres vegades. Beltrán Vélez va ser enterrat provisionalment a la Basílica de Santa Maria del Pi i definitivament a l'església del convent de Sant Francesc a Santpedor.

## Guerra de Successió Espanyola
A la Guerra de Successió Espanyola i després de la proclamació reial de l'Arxiduc Carles a Madrid (juny de 1706) i la posterior retirada dels austriacistes de la capital cap a València, començà la repressió borbònica de tots aquells que no havien seguit a Felip V, amb destitucions, desterraments i penes de presó. La duquessa de Nájera i la seva filla Ana van ser recloses a l'Alcàsser de Segòvia per haver seguit el duc contra l'arxiduc. Tot i així, sembla que també hi havia una motivació de venjança personal per part de la princesa d'Ursinos, ja que la duquessa no havia acceptat el matrimoni de la seva filla amb el marquès de Crevecouer. La duquessa va morir en captiveri l'any 1710.

## Carrera Professional
Beltrán va succeir en el comandament de les galeres d'Espanya al V marquès de Camarasa, Baltasar Sarmiento de Mendoza, que fou general de les galeres de Nàpols i d'Espanya i dues vegades virrei d'Aragó. També va ser capità general de les galeres d'Espanya des de l'11 de juny de 1696 fins al 2 de juliol de 1701, quan va renunciar al càrrec.
Felip V havia nomenat tinent general del mar a Victor Marie d'Estrées, comte d'Estrées. Quan aquest arribà a Cadis el 24 de maig de 1701, va pretendre que Beltrán arriés l'estendard reial, però aquest s'hi va negar. Beltrán va informar a la cort del fet i va dir que renunciaria al seu càrrec abans de tolerar res semblant. La seva renúncia va ser admesa, però va rebre una ordre d'allunyament de 20 llegües de la Cort, i el 10 de juny entregà el comandament a Vicente de Argote i de Córdoba, i se n'anà cap a Cartagena i València. Allà va rebre una ordre de desterrament de les seves terres, del marquesat de Cañete, a la Manxa.
El 15 de setembre de 1706, Beltrán s'incorporà a l'exèrcit de l'Arxiduc Carles. Prèviament se li havia escrit que procurés “conservar a la devoción del rey Carlos el partido de Cuenca y Huete y procurar la comunicación con el reino de Valencia y el ejército”. El 5 de febrer de 1707, l'Arxiduc Carles va concedir-li el títol de tinent general del mar, i en endavant formà part de les juntes i consells del monarca. El 1708, Carles d'Àustria concedí l'administració del Correu de Nàpols al marquès de Roffrano, però davant les protestes del duc de Nájera, que al·legava que el Correu Reial era patrimoni dels comtes d'Oñati, va assignar al comte (germà de Beltrán) les rendes inherents al càrrec. L'any 1710, en el Consell Suprem de la Croada, Beltran tenia el càrrec de comptador major.
L'any 1716, encara que ja era mort, es va assignar al duc de Nájera una pensió imperial de 500 ducats napolitans.
Vélez de Guevara, Beltrán. Marqués de Guevara (I). ?, p. s. XVII – Cagliari (Cerdeña), 20.II.1652. Virrey y capitán general de Cerdeña.
Vélez de Guevara, hermano de Íñigo Vélez de Guevara, I marqués de Campo Real, se casó con la hija de éste, Catalina. Perteneció al Consejo Real, y fue caballero de la Orden de Alcántara y I conde de Campo Real y I marqués de Guevara (título que su hermano Íñigo cambió en lugar de la denominación de Campo Real, cuyo nombre quedó para el título de conde que le fue concedido). Juró su cargo en la ciudad de Cagliari el 23 de agosto de 1651. Su gobierno duró tan sólo seis meses, en los que se ordenaron las provisiones necesarias para preservar de la peste a la ciudad de Cagliari, y en los que se agravó el problema de la falsificación monetaria. Ante esto último el virrey tomó la resolución, como se había hecho en otros reinos, de bajar el valor del vellón de modo que los falsificadores de monedas no tuviesen ganancia al convertir el cobre en dinerillos, pero esto originó la escasez de alimentos y motivó que la gente se congregara ante el palacio para quejarse del gobierno de Guevara. El 20 de febrero de 1652 murió el virrey, asumiendo la presidencia del Reino Pedro Martínez Rubio, visitador del Reino.